# 台北高等商業学校
| 台北高等商業学校 （台北高商） | 台北高等商業学校 （台北高商） |
| ----------------------------- | ----------------------------- |
| 過去校名                      | 台湾総督府高等商業学校        |
| 種別                          | 官立                          |
| 創立                          | 1919年                        |
| 所在地                        | 台湾台北州台北市幸町117番地   |
| 創立者                        | 台湾総督府                    |
| 初代校長                      | 隈本繁吉                      |
| 廃止                          | 1945年                        |
| 後身校                        | 国立台湾大学管理学院          |
| 同窓会                        |                               |

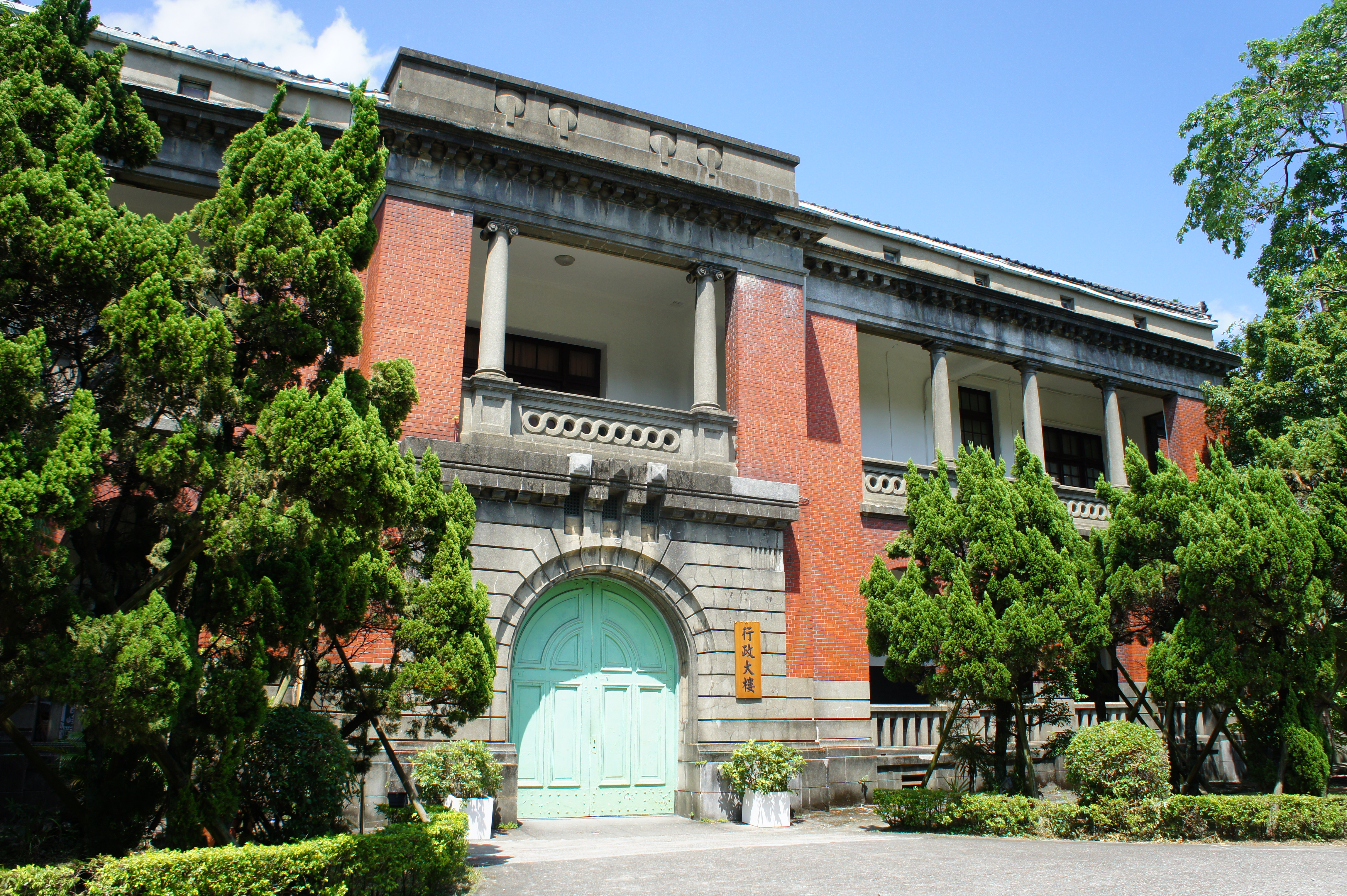
台北高等商業学校

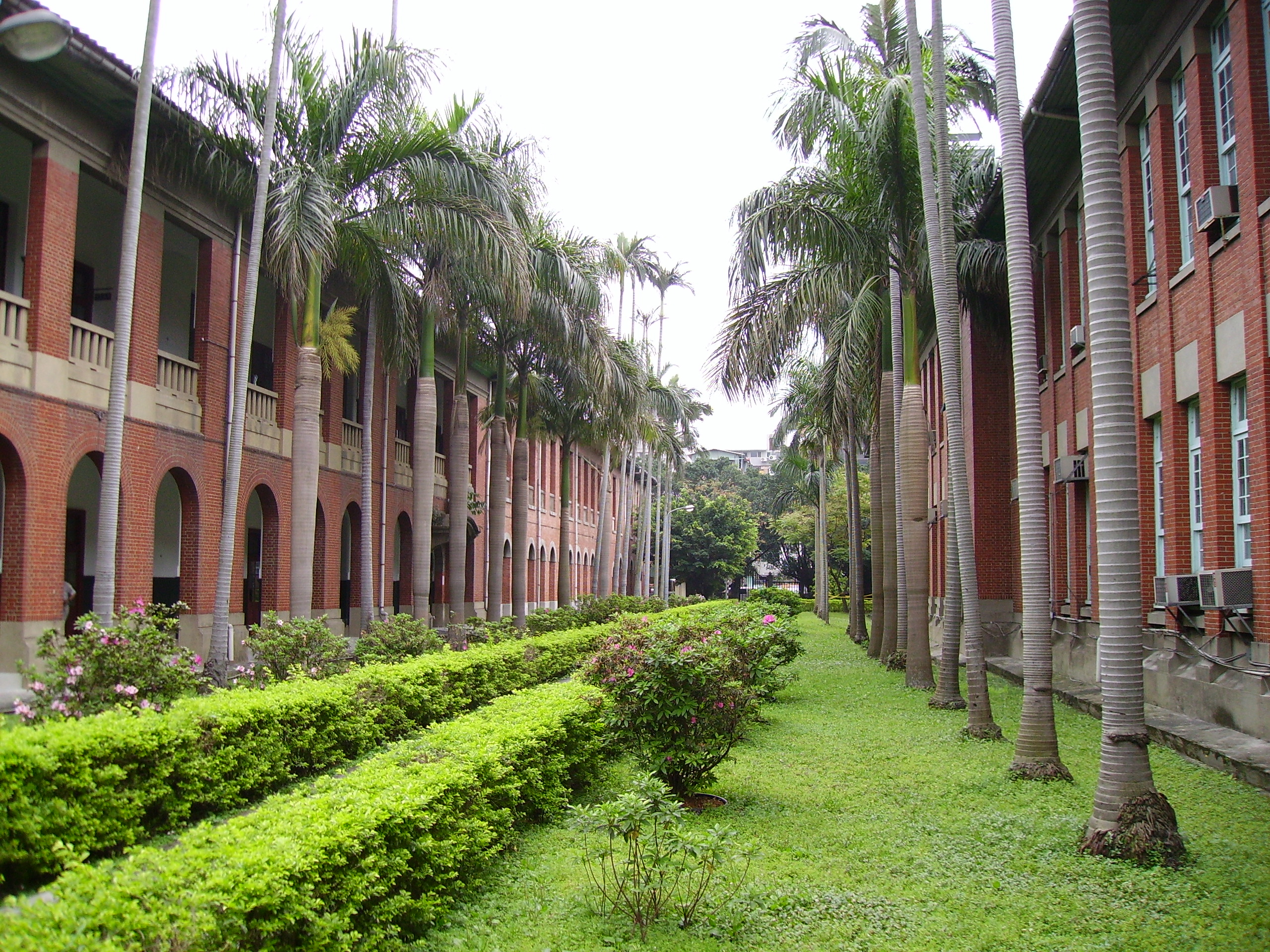
台北高等商業学校

台北高等商業学校（たいほくこうとうしょうぎょうがっこう）は、1919年4月、日本統治下の台湾において設立された旧制専門学校。
通称は台北高商。英語名称は「Taihoku College of Commerce」。

## 概要
- 台湾総督府により設立された高等商業学校であり、当初は台湾総督府高等商業学校と称した。また、第二次世界大戦中までは文部省でなく同総督府の所管学校であった。本科の他、貿易専修科（のちに南方経済専修科）・東亜経済専修科が設置された。
- 「本島の内外に於て商業に従事せんとする男子」のための学校（「台北高商規則」）を標榜していたが、教員や大多数の学生は日本人で占められ、台湾人学生のほとんどは中国・東南アジア貿易の人材育成のために設置された貿易専修科に入学した。
- 第二次世界大戦中に台北経済専門学校（台北経専）と改称した。
- 1945年の敗戦後、中華民国により接収されて台湾省立台北商業専科学校となり、台湾省立法商学院[1]への昇格を経て、1947年に国立台湾大学法学院に編入され国立台湾大学法学院商学系となった。1959年には法学院商学系に「工商管理」・「國際貿易」・「會計銀行」の3コースが設置された。1987年に商学系の4学系を法学院から分離独立して国立台湾大学管理学院（中国語版）を設置し、現在に至る。

## 沿革
- 1919年（大正8年）
  - 3月31日 - 勅令第61号により「台湾総督府高等商業学校」として設立。本科（修業年限3年）を設置。学校長、教授2名、助教授1名、書記1名の定員を規定。
  - 5月2日 - 台湾総督府令第62号により、台湾総督府高等商業学校規則を制定。
  - 5月16日 - 教授に切田太郎が任命され、同時に学校長事務取扱を命じられる。台湾総督府民生部学務部で学校事務を開始。
  - 6月5日 - 志願者の中から40名の入学が許可される。
  - 6月8日 - 告示第73号により、仮校舎の位置を台北庁大加蚋堡台北城内（台湾総督府旧庁舎）とする。仮校舎内に寄宿舎を設置。
  - 6月11日（開校記念日） - 第1回入学式を挙行。翌12日より授業を開始。
  - 6月30日 - 台湾総督府師範学校長 兼 台湾総督府視学官の隈本繁吉が初代校長に任命される。
- 1920年（大正9年）4月14日 - 専門学校令による学校となる。
- 1922年（大正11年）
  - 2月6日 - 台湾教育令による専門学校となる。
  - 2月 - 学内研究団体「南支南洋経済研究会」（南経）設立。機関誌『南支南洋研究』を刊行。
  - 3月16日 - 第一教棟が完成。
  - 3月17日 - 第1回卒業式を挙行。22名が卒業。
  - 4月16日 - 台北州台北市幸町に移転。
  - 12月11日 - 第二教棟が完成。
- 1925年（大正14年）4月20日 - 武道場が完成。
- 1926年（大正15年）8月14日 - 台南高等商業学校[2]の新設により、「台北高等商業学校」と改称。
- 1926年（昭和元年）12月25日 - 銃器倉庫が完成。
- 1928年（昭和3年）3月31日 - 寄宿舎を台北市千歳町に移転。
- 1929年（昭和4年）3月16日 - 台南高等商業学校を統合し、台南分教場（所在地:台南市大宮町）とする。
- 1930年（昭和5年）3月31日 - 台南分教場を廃止。
- 1934年（昭和9年）10月 - 学内研究団体「南邦経済学会」（南邦）設立。機関誌『南邦経済』を刊行。
- 1936年（昭和11年）3月28日 - 貿易専修科（修業年限1年）を設置。
- 1940年（昭和15年）3月 - 貿易専修科を第1部および第2部（支那科）に分割。
- 1941年（昭和16年）4月 - 東亜経済専修科設置。
- 1942年（昭和17年）- 大東亜省設置に伴う内外地行政一元化で文部省所管に移行。
- 1943年（昭和18年）- 貿易専修科を南方経済専修科と改称。
- 1944年（昭和19年）3月 - 「台北経済専門学校」に改称。

日本統治終了後
- 1945年 - 中華民国により接収。
- 1946年9月 - 「台灣省立法商學院」（台北大學の前身も「台灣省立法商學院」であるが別大学）に昇格。
- 1947年1月7日 - 台湾大学法学院へ移管され「台湾大学法学院商学系」（法学部商学科）と改称。
- 1987年 - 台湾大学法学院から分離、「台湾大学管理学院」に改編。

## 校地
1919年の設立時には台北市内の旧台湾総督府旧庁舎内に置かれていたが、1922年4月に同市幸町（現在の住所表示は台北市徐州路21號）に完成した新校舎に移転した。1947年台湾大学法学院（台北帝国大学文政学部から分離）に移管されたのち、この校地は他の法学院の学科と共同で使用された。1987年台湾大学管理学院に昇格後、公館キャンパス(旧台北帝大跡。現在の住所表示は台北市羅斯福路四段1號)へ統合移転され、幸町校地は廃止された。現在、旧幸町校地は台湾大学法律学院と社会科学院が使用している（いずれも台湾大学法学院から分離したもので、いずれも前記の公館キャンパスへ統合移転中である）。教員にはG・Hカール＝英語（二・二八事件の際、米国総領事館副代表）香坂順一＝中国語、広東語らがいる。

## 校箴（校訓）・校歌
校箴（校訓）
- 教育勅語の聖旨を奉体し本校教育の目的に従い忠良の国民たるとともに有為の商業家たるを期すべし
- 常に本校生徒たるの本分を顧み質素を旨とし師長を尊び交遊を慎み進みて克己自重の校風を振起すべし
- 専心学を修め誠意事に当たり心小、膽大、熟慮、断行の習性を養成すべし
- 闊達の気象と剛健進取の精神とを涵養すべし

校歌
作詞は河合譲、作曲は浦江完による。歌詞は3番まである。
寮歌
「淡水寮寮歌」- 作詞は國枝龍一、作曲は小豆澤利之助による。歌詞は3番まである。

## 校友会
1938年（昭和13年）当時
- 庶務部
- 剣道部
- 柔道部
- 相撲部
- 野球部
- 庭球部
- 競技部
- ラグビー部
- 水泳部
- 弓術部
- 旅行部
- 学芸部
- 語学部
- 音楽部
- 乗馬部

## 歴代校長
- （校長事務取扱）- 切田太郎（1919年（大正8年）3月 - 6月, 教授を兼任）
- 初代 - 隈本繁吉（1919年（大正8年）6月 - 1920年（大正9年）5月, 総督府学務部長と兼任）
- 第2代 - 片山秀太郎（1920年（大正9年）5月 - 1923年（大正12年）12月14日[3], 前職:総督府参事官）
- 第3代 - 豊田勝蔵（1923年（大正12年）12月14日[3] - 1924年（大正13年）7月, 前職:同上, 退官後:福井県知事）
- （校長事務取扱）- 切田太郎（1924年（大正13年）7月 - 12月, 教授を兼任）
- 第4代 - 小川尚義（1924年（大正13年）12月19日 - 24日, 前職:総督府編修官, 退官理由:依願免官）
- 第5代 - 武田英一（1925年（大正14年）1月 - 1930年（昭和5年）1月, 前職:東京商科大学附属商業専門部教授。元大洲藩士、東京高等商業学校卒[4]）
- 第6代 - 切田太郎（1930年（昭和5年）1月 - 1937年（昭和12年）4月, 以後、学内出身者が校長を務める）
- 第7代 - 遠藤寿三（1937年（昭和12年）4月 - 1945年（昭和20年）4月）
- 第8代 - 石崎政治郎（1945年（昭和20年）4月 - ）

## 教員
- 中屋重治 - 内務官僚、川崎市長、宮古市長
- 伊大知良太郎 - 経済学者、一橋大学名誉教授、元日本統計学会会長
- 山口重知 - 教育者、元東京市淀橋区長・王子区長
- 渡邊進 - 会計学者、神戸大学名誉教授

## 出身者
- 石橋政嗣 - 元衆議院議員。日本社会党委員長など歴任。台北一中卒
- 呉金川 - 元彰化商業銀行董事長
- 菊池二郎 - 元大蔵官僚
- 古澤悌次 - 元曽文郡郡守
- 内田蒼生也 - 元プロ野球選手（投手）
- 津村博 - 俳優

## 関連文献
- 吉久明宏 「南洋関係諸団体刊行物目録；(5)台北高等商業学校」 『アジア・アフリカ資料通報』（国立国会図書館）23巻11号、1986年2月、所収
- 鍾清漢 『日本植民地下における台湾教育史』 多賀出版、1993年 ISBN 4811532015
- 台湾高等商業学校一覧昭和13年度（1938年（昭和13年）9月3日発行, 台北高等商業学校） - 国立国会図書館近代デジタルライブラリー